# Caddie
Caddie és una pel·lícula biopic australiana dirigida per Donald Crombie i produïda per Anthony Buckley. Estrenada l'1 d'abril de 1976, és representativa del renaixement del cinema australià ocorregut durant aquesta dècada. Ambientada principalment a Sydney durant els anys vint i trenta, inclosa la Gran Depressió, retrata la vida d'una jove dona de classe mitjana que lluita per criar dos fills després de la ruptura del seu matrimoni. Basada en Caddie, the Story of a Barmaid, una autobiografia parcialment fictícia de Catherine Beatrice "Caddie" Edmonds, va convertir Helen Morse en una estrella local i va proporcionar a Jacki Weaver i Melissa Jaffer un Premi AACTA per a cadascun.

## Argument
Sydney, 1925. Caddie deixa el seu marit adúlter i brutal i se'n porta amb ella els seus dos fills, Ann i Terry. Per tal de sobreviure es veu obligada a treballar com a cambrera en un pub. Una breu aventura amb Ted (Jack Thompson) acaba malament quan surt a la llum la seva implicació amb una altra dona, però ella s'enamora d'un immigrant grec, Peter (Takis Emmanuel). Peter ha de tornar a Grècia per fer front a les obligacions familiars, ja està casat amb una altra dona. Caddie es queda sense diners i torna a treballar com una cambrera. Peter li envia cartes des de Grècia i Caddy ha d'evadir la policia mentre treballa per a un organitzador d'apostes. Peter li demana que vagi a Atenes però decideix quedar-se.

## Repartiment
- Helen Morse - Caddie Marsh
- Takis Emmanuel - Peter
- Jack Thompson - Ted
- Jacki Weaver -Josie
- Melissa Jaffer - Leslie
- Ron Blanchard - Bill
- Drew Forsythe - Sonny
- Kirily Nolan - Esther
- Lynette Curran - Maudie
- June Salter - Mrs Marks
- John Ewart - Paddy Reilly
- John Gaden - Solicitor
- Jane Harders - Vikki
- Phillip Hinton - Jon Marsh
- Mary Mackay - Mater
- Lucky Grills - Pawnbroker
- Robyn Nevin - Black Eye
- Sean Hinton - Terry Marsh, als 10 anys
- Marianne Howard - Anne Marsh, als 7 anys

## Producció
L'autobiografia original va ser publicada el 1953. La cambrera de la vida real, Catherine Edmonds, va conèixer Dymphna Cusack mentre escrivia Come in Spinner i Cusack va ajudar a que es publiquès el llibre.
El pressupost fou cobert per l'Australian Film Development Corporation, l' Australian Women's Weekly, la xarxa de televisió Nine, la Secretaria per a l'Any Internacional de la Dona i Roadshow. El rodatge va començar a finals del 1975.
Parts de la pel·lícula es van rodar a Balmain i els voltants amb diverses escenes al Kent Hotel (que més tard es va convertir en Caddies Restaurant) i al Sir Wallace Hotel. Altres escenes es van rodar al carrer Cameron, d'Edgecliff. El rodatge d'estudi van ser realitzat als Cinesound Studios de Rozelle. Els dos escriptors i productors havien realitzat pel·lícules sobre el primer cinema australià i van poder aprofitar aquest coneixement per ajudar a recrear l'era de la depressió a Sydney.
La banda sonora de la pel·lícula de Patrick Flynn va ser produïda per a la publicació en CD per Philip Powers a partir de les cintes analògiques originals de 1M1 Records.

## Premis
L'actuació d'Helen Morse va ser guardonada amb el premi a la millor actriu australiana de l'Institut de Cinema d'Austràlia el 1976. Altres guanyadors d'AFI van ser el de millor actor en paper secundari (Drew Forsythe) i la millor actriu en paper de suport (Melissa Jaffer i Jacki Weaver). The Australian Cinematographers Society va concedir el premi Peter James al director de fotografia de l'any el 1977. El Festival Internacional de Cinema de Sant Sebastià 1976 va lliurar el premi a la millor actriu a Helen Morse i el premi especial del Jurat a Donald Crombie.